# Molosser

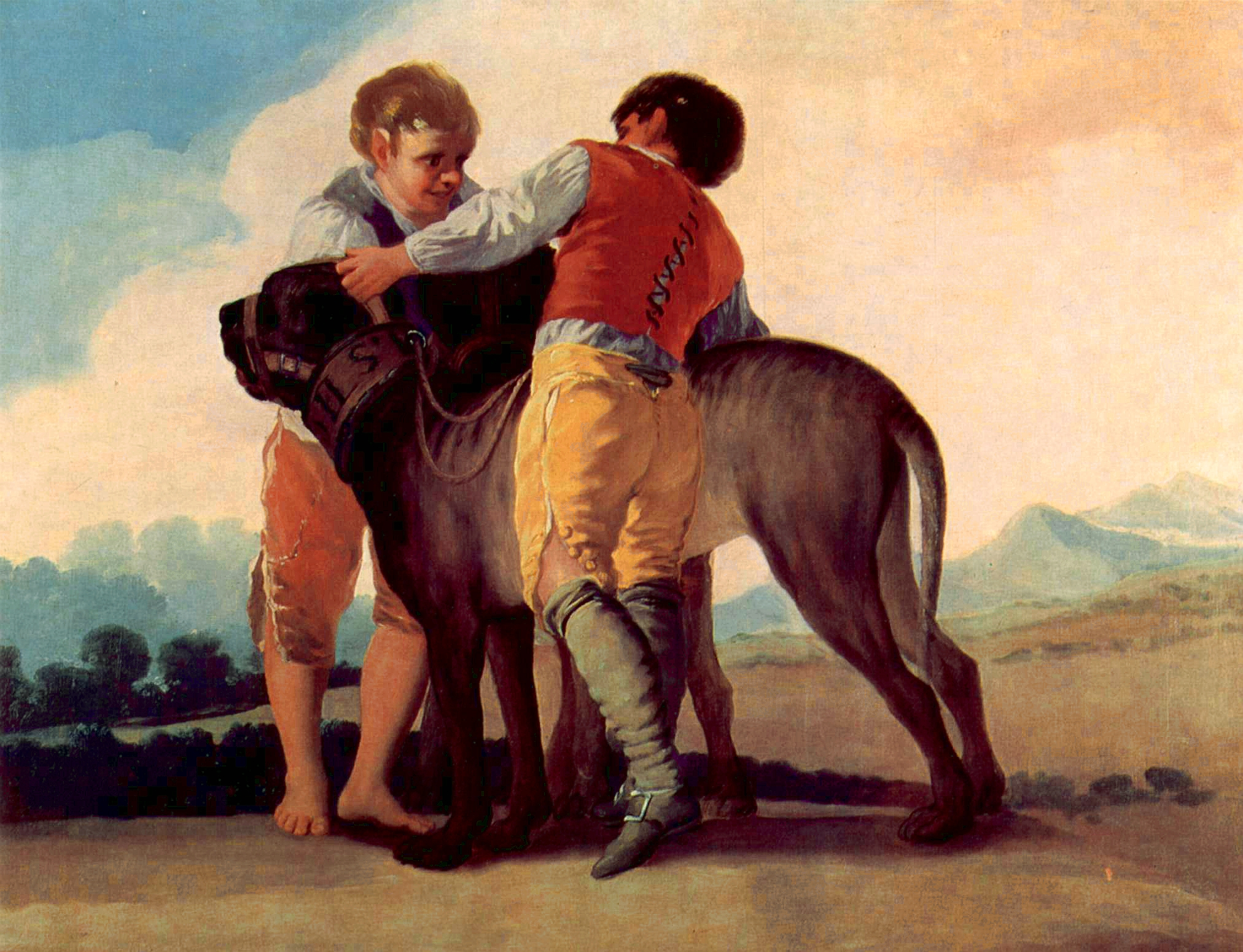
Spaanse molosser (18e eeuw), door Francisco Goya

Een molosser is een grote hond van het type dog.

## Geschiedenis
Vaak wordt verondersteld dat deze grote doggen uit Tibet afkomstig zijn, maar hiervoor bestaat geen bewijs. Wel kunnen op Mesopotamische reliëfs op de mastiff lijkende doggen worden aangetroffen die als zware jachthond in gebruik waren. Het type moet dus zeer oud zijn, maar veel meer dan dat is niet bekend.
De term molosser is afgeleid van de Molossiërs, een volk dat in de oudheid het zuiden van het huidige Albanië bewoonde. De honden van de Molossiërs genoten een goede reputatie in Griekenland, en worden genoemd door Aristoteles. Maar uit zijn beschrijving moeten we opmaken dat het eigenlijk om een berghond ging die ook gebruikt werd voor de jacht. En waarschijnlijk niet om de zware dog waarop het begrip molosser tegenwoordig betrekking heeft. Plinus de Oudere schrijft dat de jonge Alexander de Grote een dergelijke hond als geschenk ontving van zijn oom Alexander I van Epirus, die ook wel Alexander Molossus werd genoemd.
Door de Romeinen, en ook in het Keltische Engeland en Gallië, zouden doggen als oorlogshond gebruikt zijn. Het meeste wat hierover verteld wordt is echter onbetrouwbaar. Daarentegen zien we op afbeeldingen uit de late middeleeuwen en de renaissance zonder twijfel weer grove jachthonden met een dogachtig uiterlijk, goed te onderscheiden van de eveneens veel afgebeelde windhonden.
Vanaf de 16e eeuw komt, vooral in Engeland en Spanje, de zware dog vaker in teksten en op afbeeldingen voor, vooral als waakhond en als vechthond, zelden meer als jachthond. Ook als vechthond werden de molossers na 1600 geleidelijk verdrongen, in dit geval door de lichtere buldog.
Toen de kynologen in de tweede helft van de 19e eeuw weer belangstelling kregen voor de molossers stonden deze honden er in het algemeen slecht voor. De huidige rassen zijn in de laatste 100 tot 150 jaar hersteld, of het zijn geheel nieuwe kynologische creaties. Vanwege de hoge eisen die het houden van dit type honden stelt, zal hun aantal altijd wel beperkt blijven.

## Rasoverzicht
- Mastiff
- Broholmer
- Bordeauxdog
- Grote Zwitserse sennenhond
- Mastín español
- Mastín del Pirineo
- Mastino napoletano
- Cane corso
- Dogo canario
- Fila brasileiro
- Boerboel
- Rottweiler
- Hovawart
- Sarabi-mastiff

Naast de zware doggen van het klassieke mastifftype zijn er ook doggen waarin duidelijk andere invloeden aanwezig zijn.
- Argentijnse dog
- Bullmastiff
- Duitse dog
- Duitse boxer
- Tosa
- Mopshond
- Franse buldog